# 中神通王重陽
《中神通王重陽》（英語：Rage And Passion）是香港電視廣播有限公司根據金庸所著的武俠小說《射鵰英雄傳》改編而拍攝製作的古裝武俠劇集，全劇共20集，監製余明生。此劇於1992年攝製完成後，在1992年10月31日海外發行，故事主要講述王重陽前半生的故事。
本劇為錄影帶劇集，從未在香港的免費電視頻道播出。

## 劇情簡介
本劇劇情曲折，武打動作場面震撼，故事敘述南宋初年道教候任掌門天生（關禮傑飾）與程若詩（周慧敏飾）互生情愫而結合，後若詩懷有身孕，天生決與若詩拋棄一切逃往古墓。後發覺師兄玄生（林尚武飾）勾結金人奪取聖物《九陰真經》，天生為救同門與鎮關守將霍景山（張翼飾）驅逐金人。
玄生領金兵上終南山，但不敵天生，最後卻脅持若詩母子以交換《九陰真經》，天生不予，玄生痛下毒手，重創若詩，天生為救若詩亦葬身火海，臨終前向師兄黃裳（黎漢持飾）託孤，而林靈素（韓馬利飾）亦出手相助。後來裳與靈素卻誤中玄生毒藥，發生關係而至誤會更深。玄生伺機暗算裳而奪去半部真經，裳抱著天生子墮崖。
天生之子（鄭伊健飾）自幼居於山中，被稱為阿狗。一日，義救女子林朝英（梁佩玲飾）。朝英卻誤會被阿狗輕薄，欲殺之洩憤。幸天生子被金國世子完顏峰（羅嘉良飾）相救，峰與阿狗兩人惺惺相惜，義為結拜，峰更替阿狗取名為王重陽。
朝英乃靈素與裳之私生女，時刻受母熏陶，欲殺裳，峰邂逅村女無雙（盧敏儀飾），而發生一段異國情緣。
玄生攏絡金人，欲完成統一武林霸業，殘殺道教同門。後重陽得悉玄生是他的殺父仇人，決與抗金義軍對抗玄生，朝英與重陽亦因此發生一段可歌可泣的戀情，玄生及峰亦繼續為追求其名利而展開一場殘酷殺戮。

## 主要演員
| 演员   | 角色                   |
| 關禮傑 | 天 生（王重陽父）      |
| 周慧敏 | 程若詩（王重陽母）     |
| 鄭伊健 | 王重陽／阿狗           |
| 黎漢持 | 常生／王裳（林朝英父） |
| 韓馬利 | 林靈素（林朝英母）     |
| 梁佩玲 | 林朝英                 |
| 張 翼  | 霍景山                 |
| 胡美儀 | 周月映                 |
| 盧敏儀 | 霍無雙                 |
| 羅嘉良 | 完顏峰                 |
| 黎耀祥 | 周伯通                 |

### 其他演員

#### 道教
| 演员   | 角色   |
| 鮑 方  | 老掌教 |
| 李成昌 | 蓮生   |
| 何壁堅 | 老主持 |

#### 玄冥聖教
| 演员   | 角色             |
| 林尚武 | 玄生，林靈素之兄 |
| 李耀敬 | 蒼松             |
| 李煌生 | 古松             |
| 麥子雲 | 赤松             |
| 徐寶麟 | 青松             |

#### 金國
| 演员   | 角色                                   |
| 羅嘉良 | 完顏峰                                 |
| 李嘉豪 | 完顏拔                                 |
| 鄭 雷  | 完顏圭（金國皇爺，完顏峰、完顏拔之父） |
| 張英才 | 天龍法王                               |
| 麥皓為 | 金國國師                               |
| 蔡國慶 | 哈圖 將軍                              |
| 區 嶽  | 牧場場主                               |
| 陳燕航 | 阿珠                                   |
| 艾 威  | 阿秦                                   |
| 羅君左 | 阿虎                                   |
| 廖麗麗 | 孫大娘                                 |

## 影碟發行
以下影碟發行由電視廣播(國際)有限公司授權：
香港發行代理商現代音像(國際)有限公司於2004年推出發行了《中神通王重陽》VCD影碟零售版本，此影碟將已播放的集數並製作成12隻碟版本，每隻碟跟電視劇的每集片長約60分鐘一樣，設有粵語及國語發音版本並配上繁體中文字幕。

## 外部連結
- 《中神通王重陽》 Mytv Super（页面存档备份，存于）